# Късоопашата скачаща мишка
Късоопашатата скачаща мишка (Notomys amplus) е изчезнал вид бозайник от семейство Мишкови (Muridae).

## Разпространение
Видът е бил разпространен в Централна Австралия.

## Описание
Късоопашатата скачаща мишка е тежала 80 грама. Била е предимно кафява на цвят и вероятно опашката ѝ е била толкова дълга, колкото тялото.